# Cercopis quadrifasciata
Cercopis quadrifasciata är en insektsart som beskrevs av Le Peletier de Saint-fargeau och Jean Guillaume Audinet Serville 1825. Cercopis quadrifasciata ingår i släktet Cercopis och familjen spottstritar. Inga underarter finns listade i Catalogue of Life.